# Virtus Entella
Virtus Entella, denumit în mod obișnuit Entella, este un club de fotbal italian cu sediul în Chiavari, Liguria care evoluează în Serie C1[*].

## Istoric
1914: Fondare
Clubul a fost fondat în 1914 ca Foot-Ball Club Entella. Și-a luat numele de la râul Entella, care curge între Chiavari și Lavagna. 
2001: Faliment
Foot-Ball Club Entella a falimentat în 2001.
2002: Reoundare
A fost refondat în 2002 ca Unione Sportiva Valle Sturla Entella. În vara anului 2010 a fost redenumită Virtus Entella, după ce fusese admisă în Lega Pro Seconda Divisione. În vara anului 2012, Virtus Entella a fost promovat, pentru prima dată, la Lega Pro Prima Divisione, prin schimbare pentru a ocupa posturile vacante create. Au finalizat sezonul 2012-13 cu stil, participând la playoff-ul de promovare, unde au fost învinși de Lecce în semifinale.
În sezonul 2013–14, Virtus Entella a participat la Girone A din al treilea nivel italian și a câștigat liga în cea mai mare parte a sezonului. La 4 mai 2014, o victorie în deplasare cu scorul de 2-1 la Cremonese în ultima zi a sezonului a asigurat Virtus Entella titlul de campionat de ligă și un loc în Serie B 2014–15, în ceea ce va fi prima apariție a clubului în Italia. al doilea nivel.
2014: Perioada Serie B
Echipa a fost promovată în Serie B pentru prima dată în istorie în 2014. În sezonul 2014–15 s-au retrogradat din nou, în playoff-urile de retrogradare, în timp ce au pierdut față de Modena. Însă, după retrogradarea lui Calcio Catania în Lega Pro pentru fraudă sportivă, a fost admisă în Serie B. Virtus Entella a terminat pe locul 19 la încheierea sezonului 2017–18 și a pierdut un playoff de retrogradare în Ascoli, din cauza faptului că a fost echipa clasată mai jos după egalitatea cu două puncte a terminat 0-0 pe total.
2018: Revenirea în  Serie C
Echipa a revenit pe al treilea nivel italian, numit acum Serie C pentru sezonul 2018-19. În timpul sezonului, aceștia au obținut și o calificare surpriză în runda 16 din Copa Italia 2018-1919, învingând Genoa la penalty-uri în timpul procesului. În acel sezon au câștigat Serie C și au câștigat astfel promovarea în Serie B.

## Echipă
| No. |  | Position | Player                                     |
| --- |  | -------- | ------------------------------------------ |
| 1   |  | GK       | Andrea Paroni                              |
| 2   |  | DF       | Filip Nagy                                 |
| 3   |  | DF       | Gabriel Cleur                              |
| 4   |  | DF       | Francesco Belli                            |
| 5   |  | DF       | Marco Chiosa                               |
| 6   |  | DF       | Carlo Crialese (on loan from Pro Vercelli) |
| 7   |  | FW       | Dany Mota                                  |
| 9   |  | FW       | Salvatore Caturano (on loan from Lecce)    |
| 10  |  | MF       | Luca Nizzetto                              |
| 11  |  | FW       | Michele Currarino                          |
| 12  |  | GK       | Samuele Massolo                            |
| 15  |  | DF       | Michele Pellizzer                          |
| 16  |  | MF       | Simone Icardi                              |
| 17  |  | MF       | Francesco Ardizzone                        |

| No. |  | Position | Player                                      |
| --- |  | -------- | ------------------------------------------- |
| 18  |  | FW       | Tomi Petrovic                               |
| 19  |  | DF       | Riccardo Baroni                             |
| 20  |  | MF       | Simone Iocolano (on loan from Monza)        |
| 22  |  | GK       | Aladin Ayoub                                |
| 23  |  | MF       | Andrea Paolucci                             |
| 24  |  | MF       | Krisztián Adorján                           |
| 26  |  | MF       | Leonardo Di Cosmo                           |
| 27  |  | MF       | Mirko Eramo                                 |
| 29  |  | MF       | Jan Havlena                                 |
| 30  |  | DF       | Lorenzo Migliorelli (on loan from Atalanta) |
| 32  |  | FW       | Matteo Mancosu                              |
| 33  |  | DF       | Ivan De Santis (on loan from Ascoli)        |
|     |  | DF       | Federico Valietti (on loan from Genoa)      |
|     |  | FW       | Giuseppe De Luca                            |

### Împrumutați
| No. |  | Position | Player                                                        |
| --- |  | -------- | ------------------------------------------------------------- |
|     |  | GK       | Daniele Borra (împrumutat la Carrarese până pe 30 Iunie 2019) |
|     |  | DF       | Joel Baraye (împrumutat la Catania până pe 30 Iunie 2019)     |
|     |  | DF       | Luca Germoni (împrumutat la Juve Stabia până 30 Iunie 2019)   |
|     |  | DF       | Raul Zucchetti (împrumutat la Imolese până pe 30 Iunie 2019)  |
|     |  | MF       | Manuel Di Paola (împrumutat la Monza până pe 30 Iunie 2019)   |

| No. |  | Position | Player                                                                        |
| --- |  | -------- | ----------------------------------------------------------------------------- |
|     |  | MF       | Luca Oneto (împrumutat la Sudtirol până pe 30 Iunie 2019)                     |
|     |  | MF       | Luca Tremolada (împrumutat la Brescia până pe 30 Iunie 2019)                  |
|     |  | FW       | Leonardo Gatto (împrumutat la Pro Vercelli până pe 30 Iunie 2019)             |
|     |  | FW       | Andrea Magrassi (împrumutat la Cavese până pe 30 Iunie 2019)                  |
|     |  | FW       | Francesco Puntoriere (împrumutat la Virtus Francavilla până pe 30 Iunie 2019) |

## Foști jucători notabili
- Naser Aliji
- Nicolas Cinalli
- Cristiano Bacci
- Manlio Bacigalupo
- Gianpaolo Castorina
- Francesco Conti
- Gino Ferrer Callegari
- Rosario Di Vincenzo
- Matteo Matteazzi
- Simone Pasticcio
- Silvano Raggio Garibaldi
- Luciano Spalletti
- Giuliano Taccola
- Stefano Vavoli

## Președinți și antrenori
Antonio Gozzi este președintele Virtus Entella din 2007. A fost arestat și eliberat în martie 2015.